# Aspers
Aspers es un lugar designado por el censo ubicado en el condado de Adams en el estado estadounidense de Pensilvania. En el año 2010 tenía una población de 350 habitantes.

## Geografía
Aspers se encuentra ubicado en las coordenadas 39°58′35″N 77°13′33″O / 39.97639, -77.22583.